# Torneo de Courmayeur 2021
El Courmayeur Ladies Open 2021 fue un torneo de tenis jugado en canchas duras bajo techo. Fue la 1.ª edición de la Courmayeur Ladies Open, y formó parte del circuito WTA 250 del WTA Tour 2021. Se llevó a cabo en el Courmayeur Sport Center, Italia, del 25 al 31 de octubre de 2021.

## Distribución de puntos
| Modalidad           | Campeona | Finalista | Semifinales | Cuartos de final | 2ª ronda | 1ª ronda | Clasificadas | 3ª ronda de clasificación | 2ª ronda de clasificación | 1ª ronda de clasificación |
| Individual femenino | 280      | 180       | 110         | 60               | 30       | 1        | 18           | 14                        | 10                        | 1                         |
| Dobles femenino     | 280      | 180       | 110         | 60               | -        | 1        | -            | -                         | -                         | -                         |

## Cabezas de serie

### Individuales femenino
| Tenista            | Ranking | Preclasificado |
| Ons Jabeur         | 8       | 1              |
| Camila Giorgi      | 36      | 2              |
| Liudmila Samsónova | 42      | 3              |
| Petra Martić       | 47      | 4              |
| Clara Tauson       | 48      | 5              |
| Alison Riske       | 49      | 6              |
| Jasmine Paolini    | 54      | 7              |
| Shuai Zhang        | 55      | 8              |
| Ann Li             | 60      | 9              |
| Dayana Yastremska  | 76      | 8              |

- Ranking del 18 de octubre de 2021[2]

### Dobles femenino
| Tenistas                            | Ranking | Preclasificados |
| Marie Bouzková Lucie Hradecká       | 67      | 1               |
| Nadiia Kichenok Raluca Olaru        | 73      | 2               |
| Eri Hozumi Shuai Zhang              | 83      | 3               |
| Elixane Lechemia Sabrina Santamaria | 141     | 4               |

## Campeonas

### Individual femenino
Donna Vekić venció a  Clara Tauson por 7-6(7-3), 6-2

### Dobles femenino
Xinyu Wang /  Saisai Zheng vencieron a  Eri Hozumi /  Shuai Zhang por 6-4, 3-6, [10-5]